# Motorrad-Weltmeisterschaft 2009
Die Motorrad-Weltmeisterschaft 2009 war die 61. in der Geschichte der FIM-Motorrad-Straßenweltmeisterschaft.
In der MotoGP-Klasse wurden 17 und in den Klassen bis 250 cm³ und bis 125 cm³ 16 Rennen ausgetragen.

## Punkteverteilung
Weltmeister wird derjenige Fahrer beziehungsweise der Hersteller, der bis zum Saisonende die meisten Punkte in der Weltmeisterschaft angesammelt hat. Bei der Punkteverteilung werden die Platzierungen im Gesamtergebnis des jeweiligen Rennens berücksichtigt. Die fünfzehn erstplatzierten Fahrer jedes Rennens erhalten Punkte nach folgendem Schema:
| Punkteverteilung | Punkteverteilung | Punkteverteilung | Punkteverteilung | Punkteverteilung | Punkteverteilung | Punkteverteilung | Punkteverteilung | Punkteverteilung | Punkteverteilung | Punkteverteilung | Punkteverteilung | Punkteverteilung | Punkteverteilung | Punkteverteilung | Punkteverteilung |
| ---------------- | ---------------- | ---------------- | ---------------- | ---------------- | ---------------- | ---------------- | ---------------- | ---------------- | ---------------- | ---------------- | ---------------- | ---------------- | ---------------- | ---------------- | ---------------- |
| Platz            | 1                | 2                | 3                | 4                | 5                | 6                | 7                | 8                | 9                | 10               | 11               | 12               | 13               | 14               | 15               |
| Punkte           | 25               | 20               | 16               | 13               | 11               | 10               | 9                | 8                | 7                | 6                | 5                | 4                | 3                | 2                | 1                |

In die Wertung kamen alle erzielten Resultate.

## Wissenswertes
- Der Große Preis von China wurde 2009 nicht mehr ausgetragen.
- In den Rennkalender sollte ursprünglich der Große Preis von Ungarn, der letztmals 1992 zur Motorrad-WM gehörte und auf dem neu errichteten Balatonring stattfinden sollte, rücken. Das Rennen wurde im März 2009 jedoch wegen Schwierigkeiten bei der Finanzierung des Streckenbaus ersatzlos gestrichen und soll nun erst 2010 zum WM-Kalender gehören.[1][2]
- Der Große Preis von Japan auf dem Twin Ring Motegi war der 700. Grand Prix in der seit 1949 bestehenden Motorrad-WM.[3]
- Valentino Rossi errang auf dem TT Circuit Assen bei der Dutch TT seinen 100. Sieg in der Motorrad-WM und wurde damit nach Giacomo Agostini der zweite Fahrer überhaupt, dem dies gelang.[4]

## MotoGP-Klasse

### Rennergebnisse
|    | Datum  | Rennen                 | Strecke        | Platz 1          | Platz 2         | Platz 3         | Pole-Position   | Schn. Rennrunde | Gesamtführender Fahrer | Gesamtführendes Team | Gesamtführender Konstrukteur |
| -- | ------ | ---------------------- | -------------- | ---------------- | --------------- | --------------- | --------------- | --------------- | ---------------------- | -------------------- | ---------------------------- |
| 1  | 13.04. | GP von Katar           | Losail         | Casey Stoner     | Valentino Rossi | Jorge Lorenzo   | Casey Stoner    | Casey Stoner    | Casey Stoner           | Fiat Yamaha Team     | Ducati                       |
| 2  | 26.04. | GP von Japan           | Motegi         | Jorge Lorenzo    | Valentino Rossi | Dani Pedrosa    | Valentino Rossi | Jorge Lorenzo   | Jorge Lorenzo          | Fiat Yamaha Team     | Yamaha                       |
| 3  | 03.05. | GP von Spanien         | Jerez          | Valentino Rossi  | Dani Pedrosa    | Casey Stoner    | Jorge Lorenzo   | Valentino Rossi | Valentino Rossi        | Fiat Yamaha Team     | Yamaha                       |
| 4  | 17.05. | GP von Frankreich      | Le Mans        | Jorge Lorenzo    | Marco Melandri  | Dani Pedrosa    | Dani Pedrosa    | Dani Pedrosa    | Jorge Lorenzo          | Fiat Yamaha Team     | Yamaha                       |
| 5  | 31.05. | GP von Italien         | Mugello        | Casey Stoner     | Jorge Lorenzo   | Valentino Rossi | Jorge Lorenzo   | Valentino Rossi | Casey Stoner           | Fiat Yamaha Team     | Yamaha                       |
| 6  | 14.06. | GP von Katalonien      | Barcelona      | Valentino Rossi  | Jorge Lorenzo   | Casey Stoner    | Jorge Lorenzo   | Casey Stoner    | Valentino Rossi        | Fiat Yamaha Team     | Yamaha                       |
| 7  | 27.06. | 79. Dutch TT           | Assen          | Valentino Rossi  | Jorge Lorenzo   | Casey Stoner    | Valentino Rossi | Valentino Rossi | Valentino Rossi        | Fiat Yamaha Team     | Yamaha                       |
| 8  | 05.07. | GP der USA             | Laguna Seca    | Dani Pedrosa     | Valentino Rossi | Jorge Lorenzo   | Jorge Lorenzo   | Dani Pedrosa    | Valentino Rossi        | Fiat Yamaha Team     | Yamaha                       |
| 9  | 19.07. | 73. GP von Deutschland | Sachsenring    | Valentino Rossi  | Jorge Lorenzo   | Dani Pedrosa    | Valentino Rossi | Dani Pedrosa    | Valentino Rossi        | Fiat Yamaha Team     | Yamaha                       |
| 10 | 26.07. | GP von Großbritannien  | Donington      | Andrea Dovizioso | Colin Edwards   | Randy De Puniet | Valentino Rossi | Jorge Lorenzo   | Valentino Rossi        | Fiat Yamaha Team     | Yamaha                       |
| 11 | 16.08. | GP von Tschechien      | Brünn          | Valentino Rossi  | Dani Pedrosa    | Toni Elías      | Valentino Rossi | Jorge Lorenzo   | Valentino Rossi        | Fiat Yamaha Team     | Yamaha                       |
| 12 | 30.08. | GP von Indianapolis    | Indianapolis   | Jorge Lorenzo    | Alex De Angelis | Nicky Hayden    | Dani Pedrosa    | Jorge Lorenzo   | Valentino Rossi        | Fiat Yamaha Team     | Yamaha                       |
| 13 | 06.09. | GP von San Marino      | Misano         | Valentino Rossi  | Jorge Lorenzo   | Dani Pedrosa    | Valentino Rossi | Valentino Rossi | Valentino Rossi        | Fiat Yamaha Team     | Yamaha                       |
| 14 | 04.10. | GP von Portugal        | Estoril        | Jorge Lorenzo    | Casey Stoner    | Dani Pedrosa    | Jorge Lorenzo   | Dani Pedrosa    | Valentino Rossi        | Fiat Yamaha Team     | Yamaha                       |
| 15 | 18.10. | GP von Australien      | Phillip Island | Casey Stoner     | Valentino Rossi | Dani Pedrosa    | Casey Stoner    | Valentino Rossi | Valentino Rossi        | Fiat Yamaha Team     | Yamaha                       |
| 16 | 25.10. | GP von Malaysia        | Sepang         | Casey Stoner     | Dani Pedrosa    | Valentino Rossi | Valentino Rossi | Valentino Rossi | Valentino Rossi        | Fiat Yamaha Team     | Yamaha                       |
| 17 | 08.11. | GP von Valencia        | Valencia       | Dani Pedrosa     | Valentino Rossi | Jorge Lorenzo   | Casey Stoner    | Dani Pedrosa    | Valentino Rossi        | Fiat Yamaha Team     | Yamaha                       |

### Teams und Fahrer
| Nr. | Fahrer                      | Team                     | Motorrad               | Reifen |
| --- | --------------------------- | ------------------------ | ---------------------- | ------ |
| 3   | Dani Pedrosa                | Repsol Honda Team        | Honda RC212V           | B      |
| 4   | Andrea Dovizioso            | Repsol Honda Team        | Honda RC212V           | B      |
| 5   | Colin Edwards               | Monster Yamaha Tech 3    | Yamaha YZR-M1          | B      |
| 7   | Chris Vermeulen             | Rizla Suzuki MotoGP      | Suzuki GSV-R           | B      |
| 11  | Ben Spies 1                 | Yamaha Factory Racing    | Yamaha YZR-M1          | B      |
| 14  | Randy De Puniet             | LCR Honda MotoGP         | Honda RC212V           | B      |
| 15  | Alex De Angelis             | San Carlo Honda Gresini  | Honda RC212V           | B      |
| 24  | Toni Elías                  | San Carlo Honda Gresini  | Honda RC212V           | B      |
| 27  | Casey Stoner                | Ducati Marlboro Team     | Ducati Desmosedici GP9 | B      |
| 33  | Marco Melandri              | Hayate Racing Team       | Kawasaki Ninja ZX-RR   | B      |
| 36  | Mika Kallio 2               | Pramac Racing            | Ducati Desmosedici GP9 | B      |
| 36  | Mika Kallio 2               | Ducati Marlboro Team     | Ducati Desmosedici GP9 | B      |
| 41  | Gábor Talmácsi 3            | Scot Racing Team MotoGP  | Honda RC212V           | B      |
| 44  | Aleix Espargaró 4           | Pramac Racing            | Ducati Desmosedici GP9 | B      |
| 46  | Valentino Rossi             | Fiat Yamaha Team         | Yamaha YZR-M1          | B      |
| 52  | James Toseland              | Monster Yamaha Tech 3    | Yamaha YZR-M1          | B      |
| 59  | Sete Gibernau               | Grupo Francisco Hernando | Ducati Desmosedici GP9 | B      |
| 65  | Loris Capirossi             | Rizla Suzuki MotoGP      | Suzuki GSV-R           | B      |
| 69  | Nicky Hayden                | Ducati Marlboro Team     | Ducati Desmosedici GP9 | B      |
| 72  | Yūki Takahashi (Rennfahrer) | Scot Racing Team MotoGP  | Honda RC212V           | B      |
| 84  | Michel Fabrizio 5           | Pramac Racing            | Ducati Desmosedici GP9 | B      |
| 88  | Niccolò Canepa              | Pramac Racing            | Ducati Desmosedici GP9 | B      |
| 99  | Jorge Lorenzo               | Fiat Yamaha Team         | Yamaha YZR-M1          | B      |

| Legende         |
| --------------- |
| Stammfahrer     |
| Wildcard-Fahrer |
| Ersatzfahrer    |

| 1 Spies startete mit einer Wildcard in Valencia |
| 2 Kallio ersetzte in Tschechien, Indianapolis und San Marino den verletzten Casey Stoner                                                                                  |
| 3 Talmácsi pilotierte in Katalonien und den Niederlanden eine zweite Maschine im Scot Racing Team, ab dem Grand Prix der USA ersetzte er Yūki Takahashi                   |
| 4 Espargaró ersetzte in Indianapolis und San Marino Mika Kallio, der für das Ducati-Werksteam startete, in Malaysia und Valencia vertrat er den verletzten Niccoló Canepa |
| 5 Fabrizio ersetzte in Tschechien Mika Kallio, der für das Ducati-Werksteam startete                                                                                      |

### Fahrerwertung
| WM-Platz | Fahrer           | Motorrad | QAT | JPN | ESP | FRA | ITA | KAT | NED | USA | GER | GBR | CZE | IND | SMR | POR | AUS | MAL | VAL | Punkte |
| -------- | ---------------- | -------- | --- | --- | --- | --- | --- | --- | --- | --- | --- | --- | --- | --- | --- | --- | --- | --- | --- | ------ |
| 1        | Valentino Rossi  | Yamaha   | 20  | 20  | 25  | 0   | 16  | 25  | 25  | 20  | 25  | 11  | 25  | Ret | 25  | 13  | 20  | 16  | 20  | 306    |
| 2        | Jorge Lorenzo    | Yamaha   | 16  | 25  | Ret | 25  | 20  | 20  | 20  | 16  | 20  | Ret | Ret | 25  | 20  | 25  | Ret | 13  | 16  | 261    |
| 3        | Dani Pedrosa     | Honda    | 5   | 16  | 20  | 16  | Ret | 10  | Ret | 25  | 16  | 7   | 20  | 6   | 16  | 16  | 16  | 20  | 25  | 234    |
| 4        | Casey Stoner     | Ducati   | 25  | 13  | 16  | 11  | 25  | 16  | 16  | 13  | 13  | 2   | Inj | Inj | Inj | 20  | 25  | 25  | DNS | 220    |
| 5        | Colin Edwards    | Yamaha   | 13  | 4   | 9   | 9   | 10  | 9   | 13  | 9   | 7   | 20  | 9   | 11  | Ret | 11  | 11  | 3   | 13  | 161    |
| 6        | Andrea Dovizioso | Honda    | 11  | 11  | 8   | 13  | 13  | 13  | Ret | Ret | Ret | 25  | 13  | 13  | 13  | 9   | 10  | Ret | 8   | 160    |
| 7        | Toni Elías       | Honda    | 7   | 1   | 7   | 6   | 2   | Ret | 4   | 10  | 10  | Ret | 16  | 7   | 10  | 10  | 6   | 9   | 10  | 115    |
| 8        | Alex De Angelis  | Honda    | 10  | 3   | 2   | 5   | 1   | 4   | 6   | 5   | 9   | 13  | 8   | 20  | Ret | Ret | 13  | 4   | 6   | 111    |
| 9        | Loris Capirossi  | Suzuki   | Ret | 9   | 10  | 8   | 11  | 11  | 7   | Ret | 5   | 5   | 11  | 9   | 11  | Ret | 4   | 7   | 2   | 110    |
| 10       | Marco Melandri   | Kawasaki | 2   | 10  | 11  | 20  | 5   | 2   | 5   | 6   | 9   | 9   | Ret | Ret | 8   | 4   | 9   | 8   | 0   | 108    |
| 11       | Randy De Puniet  | Honda    | 6   | 5   | 13  | 2   | 8   | 8   | 9   | 7   | Ret | 16  | 6   | 4   | 4   | 5   | 8   | Ret | 5   | 106    |
| 12       | Chris Vermeulen  | Suzuki   | 9   | 6   | 6   | 10  | 6   | 5   | 11  | 8   | 3   | 3   | 5   | 5   | 7   | 6   | 5   | 10  | 1   | 106    |
| 13       | Nicky Hayden     | Ducati   | 4   | Ret | 1   | 4   | 4   | 6   | 8   | 11  | 8   | 1   | 10  | 16  | Ret | 8   | 1   | 11  | 11  | 104    |
| 14       | James Toseland   | Yamaha   | 0   | 7   | 3   | 7   | 9   | 3   | 10  | DQ  | 6   | 10  | 7   | 10  | 6   | 7   | 2   | 1   | 4   | 92     |
| 15       | Mika Kallio      | Ducati   | 8   | 8   | Ret | Ret | 3   | 7   | Ret | Inj | 2   | 6   | Ret | 8   | 9   | Ret | 7   | 6   | 7   | 71     |
| 16       | Niccolò Canepa   | Ducati   | 0   | 2   | 0   | 1   | 7   | 0   | 2   | 4   | 4   | 8   | 4   | Ret | 3   | 3   | DNS | Inj | Inj | 38     |
| 17       | Gábor Talmácsi   | Honda    |     |     |     |     |     | 0   | 0   | Ret | 1   | 4   | 3   | 2   | 2   | 2   | 3   | 2   | 0   | 19     |
| 18       | Aleix Espargaró  | Ducati   |     |     |     |     |     |     |     |     |     |     |     | 3   | 5   |     |     | 5   | 3   | 16     |
| 19       | Sete Gibernau    | Ducati   | 3   | Ret | 5   | Inj | Inj | 1   | 3   | Ret |     |     |     |     |     |     |     |     |     | 12     |
| 20       | Ben Spies        | Yamaha   |     |     |     |     |     |     |     |     |     |     |     |     |     |     |     |     | 9   | 9      |
| 21       | Yūki Takahashi   | Honda    | 1   | Ret | 4   | 3   | Ret | Ret | 1   |     |     |     |     |     |     |     |     |     |     | 9      |
| 22       | Michel Fabrizio  | Ducati   |     |     |     |     |     |     |     |     |     |     | Ret |     |     |     |     |     |     | 0      |
| WM-Platz | Fahrer           | Motorrad | QAT | JPN | ESP | FRA | ITA | KAT | NED | USA | GER | GBR | CZE | IND | SMR | POR | AUS | MAL | VAL | Punkte |

| Farbe    | Resultat                                  |
| -------- | ----------------------------------------- |
| Gold     | Sieger                                    |
| Silber   | Zweiter                                   |
| Bronze   | Dritter                                   |
| Grün     | im Ziel mit Punkten                       |
| Blau     | im Ziel ohne Punkte                       |
| Violett  | nicht im Ziel (Ret)                       |
| Rosa     | nicht qualifiziert (DNQ)                  |
| Schwarz  | disqualifiziert (DQ)                      |
| Azurblau | Rennen wurde als Regenrennen gestartet    |
| keine    | nicht teilgenommen                        |
| keine    | nicht teilgenommen wegen Verletzung (Inj) |
| keine    | nicht an den Start gegangen (DNS)         |
| keine    | Rennen wurde annulliert (Ann.)            |
| keine    | ausgeschlossen (EX)                       |

### Konstrukteurswertung
| 1 | Yamaha   | 386 |
| 2 | Honda    | 297 |
| 3 | Ducati   | 272 |
| 4 | Suzuki   | 133 |
| 5 | Kawasaki | 108 |

### Teamwertung
| 1  | Fiat Yamaha Team         | 567 |
| 2  | Repsol Honda Team        | 394 |
| 3  | Ducati Marlboro Team     | 341 |
| 4  | Monster Yamaha Tech 3    | 253 |
| 5  | San Carlo Honda Gresini  | 226 |
| 6  | Rizla Suzuki MotoGP      | 216 |
| 7  | Hayate Racing Team       | 108 |
| 8  | Pramac Racing            | 108 |
| 9  | LCR Honda MotoGP         | 106 |
| 10 | Scot Racing Team MotoGP  | 28  |
| 11 | Grupo Francisco Hernando | 12  |

## 250-cm³-Klasse

### Rennergebnisse
|    | Datum  | Rennen                 | Strecke        | Platz 1          | Platz 2          | Platz 3           | Pole-Position    | Schn. Rennrunde  | Gesamtführender Fahrer | Gesamtführender Konstrukteur |
| -- | ------ | ---------------------- | -------------- | ---------------- | ---------------- | ----------------- | ---------------- | ---------------- | ---------------------- | ---------------------------- |
| 1  | 12.04. | GP von Katar           | Losail         | Héctor Barberá   | Jules Cluzel     | Mike Di Meglio    | Álvaro Bautista  | Hiroshi Aoyama   | Héctor Barberá         | Aprilia                      |
| 2  | 26.04. | GP von Japan           | Motegi         | Álvaro Bautista  | Hiroshi Aoyama   | Mattia Pasini     | Marco Simoncelli | Álvaro Bautista  | Álvaro Bautista        | Aprilia                      |
| 3  | 03.05. | GP von Spanien         | Jerez          | Hiroshi Aoyama   | Álvaro Bautista  | Marco Simoncelli  | Alex Debón       | Álvaro Bautista  | Hiroshi Aoyama         | Aprilia                      |
| 4  | 17.05. | GP von Frankreich      | Le Mans        | Marco Simoncelli | Héctor Faubel    | Roberto Locatelli | Álvaro Bautista  | Alex Debón       | Álvaro Bautista        | Aprilia                      |
| 5  | 31.05. | GP von Italien         | Mugello        | Mattia Pasini    | Marco Simoncelli | Álvaro Bautista   | Álvaro Bautista  | Marco Simoncelli | Álvaro Bautista        | Aprilia                      |
| 6  | 14.06. | GP von Katalonien      | Barcelona      | Álvaro Bautista  | Hiroshi Aoyama   | Héctor Barberá    | Héctor Barberá   | Álvaro Bautista  | Álvaro Bautista        | Aprilia                      |
| 7  | 27.06. | 79. Dutch TT           | Assen          | Hiroshi Aoyama   | Héctor Barberá   | Marco Simoncelli  | Héctor Barberá   | Hiroshi Aoyama   | Hiroshi Aoyama         | Aprilia                      |
| 8  | 19.07. | 73. GP von Deutschland | Sachsenring    | Marco Simoncelli | Alex Debón       | Álvaro Bautista   | Marco Simoncelli | Álvaro Bautista  | Hiroshi Aoyama         | Aprilia                      |
| 9  | 26.07. | GP von Großbritannien  | Donington      | Hiroshi Aoyama   | Álvaro Bautista  | Mattia Pasini     | Héctor Barberá   | Alex Baldolini   | Hiroshi Aoyama         | Aprilia                      |
| 10 | 16.08. | GP von Tschechien      | Brünn          | Marco Simoncelli | Mattia Pasini    | Álvaro Bautista   | Marco Simoncelli | Marco Simoncelli | Hiroshi Aoyama         | Aprilia                      |
| 11 | 30.08. | GP von Indianapolis    | Indianapolis   | Marco Simoncelli | Hiroshi Aoyama   | Álvaro Bautista   | Mike Di Meglio   | Marco Simoncelli | Hiroshi Aoyama         | Aprilia                      |
| 12 | 06.09. | GP von San Marino      | Misano         | Héctor Barberá   | Mattia Pasini    | Álvaro Bautista   | Hiroshi Aoyama   | Hiroshi Aoyama   | Hiroshi Aoyama         | Aprilia                      |
| 13 | 04.10. | GP von Portugal        | Estoril        | Marco Simoncelli | Mike Di Meglio   | Héctor Barberá    | Héctor Barberá   | Marco Simoncelli | Hiroshi Aoyama         | Aprilia                      |
| 14 | 18.10. | GP von Australien      | Phillip Island | Marco Simoncelli | Héctor Barberá   | Raffaele De Rosa  | Raffaele De Rosa | Raffaele De Rosa | Hiroshi Aoyama         | Aprilia                      |
| 15 | 25.10. | GP von Malaysia        | Sepang         | Hiroshi Aoyama   | Héctor Barberá   | Marco Simoncelli  | Hiroshi Aoyama   | Hiroshi Aoyama   | Hiroshi Aoyama         | Aprilia                      |
| 16 | 08.11. | GP von Valencia        | Valencia       | Héctor Barberá   | Álvaro Bautista  | Raffaele De Rosa  | Alex Debón       | Héctor Barberá   | Hiroshi Aoyama         | Aprilia                      |

### Teams und Fahrer
| Nr. | Fahrer              | Team                        | Motorrad           | Reifen |
| --- | ------------------- | --------------------------- | ------------------ | ------ |
| 4   | Hiroshi Aoyama      | Scot Racing Team 250cc      | Honda RS250RW      | D      |
| 6   | Alex Debón          | Aeropuerto-Castello-Blusens | Aprilia RSA 250    | D      |
| 7   | Axel Pons           | Pepe World                  | Aprilia RSW 250 LE | D      |
| 8   | Bastien Chesaux     | Racing Team Germany         | Honda RS250R       | D      |
| 8   | Bastien Chesaux     | Matteoni Racing             | Aprilia RSW 250 LE | D      |
| 10  | Imre Tóth           | Tóth Aprilia                | Aprilia RSA 250    | D      |
| 10  | Imre Tóth           | Tóth Aprilia                | Aprilia RSW 250 LE | D      |
| 11  | Balázs Németh       | Balaton Racing Team 250cc   | Aprilia RSW 250 LE | D      |
| 12  | Thomas Lüthi        | Emmi - Caffe Latte          | Aprilia RSA 250    | D      |
| 14  | Ratthapark Wilairot | Thai Honda PTT SAG          | Honda RS250RW      | D      |
| 15  | Roberto Locatelli   | Metis Gilera                | Gilera RSA 250     | D      |
| 16  | Jules Cluzel        | Matteoni Racing             | Aprilia RSW 250 LE | D      |
| 17  | Karel Abraham       | Cardion AB Motoracing       | Aprilia RSA 250    | D      |
| 19  | Álvaro Bautista     | Mapfre Aspar                | Aprilia RSA 250    | D      |
| 25  | Alex Baldolini      | WTR San Marino              | Aprilia RSW 250 LE | D      |
| 28  | Gábor Talmácsi      | Balaton Racing Team 250cc   | Aprilia RSA 250    | D      |
| 29  | Barrett Long        | Longevity Racing            | Yamaha TZ 250      | D      |
| 30  | Adam Roberts        | Rat Racing                  | Yamaha TZ 250      | D      |
| 33  | William Dunlop      | Bigman Racing               | Honda RS250RW      | D      |
| 35  | Raffaele De Rosa    | Scot Racing Team 250cc      | Honda RS250RW      | D      |
| 37  | Daniel Arcas        | Milar - Juegos Lucky        | Aprilia RSW 250 LE | D      |
| 40  | Héctor Barberá      | Pepe World                  | Aprilia RSA 250    | D      |
| 41  | Aleix Espargaró     | Balaton Racing Team 250cc   | Aprilia RSW 250 LE | D      |
| 47  | Ángel Rodríguez     | Balaton Racing Team 250cc   | Aprilia RSA 250    | D      |
| 48  | Shōya Tomizawa      | CIP Moto - GP250            | Honda RS250RW      | D      |
| 52  | Lukáš Pešek         | Auto Kelly - CP             | Aprilia RSW 250 LE | D      |
| 53  | Valentin Debise     | CIP Moto - GP250            | Honda RS250RW      | D      |
| 54  | Toby Markham        | C&L Racing                  | Honda RS250R       | D      |
| 54  | Toby Markham        | C&L Racing                  | Aprilia RSW 250 LE | D      |
| 55  | Héctor Faubel       | Valencia C.F. - Honda SAG   | Honda RS250RW      | D      |
| 56  | Wladimir Leonow     | Viessman Kiefer Racing      | Aprilia RSW 250 LE | D      |
| 58  | Marco Simoncelli    | Metis Gilera                | Gilera RSA 250     | D      |
| 59  | Kazuki Watanabe     | Bardral Racing with SJ-R    | Yamaha YZR 250     | B      |
| 63  | Mike Di Meglio      | Mapfre Aspar Team 250cc     | Aprilia RSW 250 LE | D      |
| 63  | Mike Di Meglio      | Mapfre Aspar Team 250cc     | Aprilia RSA 250    | D      |
| 64  | Luke Mossey         | Sabresport Grand Prix       | Aprilia RSW 250 LE | D      |
| 65  | Marcel Becker       | Yamaha Road Racing          | Yamaha YZR 250     | D      |
| 66  | Joakim Stensmo      | Nordgren Racing             | Honda RS250R       | D      |
| 67  | Robin Halen         | Promotion Scandinavia AB    | Aprilia RSW 250 LE | D      |
| 68  | Alex Kenshington    | Dennis Trollope Racing      | Yamaha YZR 250     | D      |
| 73  | Shūhei Aoyama       | Harc-Pro                    | Honda RS250RW      | B      |
| 73  | Shūhei Aoyama       | Racing Team Germany         | Honda RS250RW      | D      |
| 75  | Mattia Pasini       | Tóth Aprilia                | Aprilia RSA 250    | D      |
| 75  | Mattia Pasini       | Team Globalgest             | Aprilia RSA 250    | D      |
| 75  | Mattia Pasini       | Paddock GP Racing           | Aprilia RSA 250    | D      |
| 76  | Ivan Maestro        | Milar - Juegos Lucky        | Aprilia RSW 250 LE | D      |
| 77  | Aitor Rodriguez     | Milar - Juegos Lucky        | Aprilia RSW 250 LE | D      |
| 77  | Aitor Rodriguez     | Matteoni Racing             | Aprilia RSW 250 LE | D      |
| 51  | Stevie Bonsey       | Milar - Juegos Lucky        | Aprilia RSW 250 LE | D      |
| 80  | Stevie Bonsey       | Milar - Juegos Lucky        | Aprilia RSW 250 LE | D      |
| 88  | Christopher Moretti | Matteoni Racing             | Aprilia RSW 250 LE | D      |
| 95  | Ralf Waldmann       | Viessman Kiefer Racing      | Aprilia RSW 250 LE | D      |

| Legende         |
| --------------- |
| Stammfahrer     |
| Wildcard-Fahrer |
| Ersatzfahrer    |

### Fahrerwertung
| 1  | Hiroshi Aoyama      | Honda   | 261 |
| 2  | Héctor Barberá      | Aprilia | 239 |
| 3  | Marco Simoncelli    | Gilera  | 231 |
| 4  | Álvaro Bautista     | Aprilia | 218 |
| 5  | Mattia Pasini       | Aprilia | 128 |
| 6  | Raffaele De Rosa    | Honda   | 122 |
| 7  | Thomas Lüthi        | Aprilia | 120 |
| 8  | Mike Di Meglio      | Aprilia | 107 |
| 9  | Héctor Faubel       | Honda   | 105 |
| 10 | Alex Debón          | Aprilia | 101 |
| 11 | Roberto Locatelli   | Gilera  | 85  |
| 12 | Jules Cluzel        | Aprilia | 82  |
| 13 | Ratthapark Wilairot | Honda   | 81  |
| 14 | Karel Abraham       | Aprilia | 74  |
| 15 | Lukáš Pešek         | Aprilia | 74  |

| 16 | Alex Baldolini  | Aprilia | 41 |
| 17 | Shōya Tomizawa  | Honda   | 32 |
| 18 | Gábor Talmácsi  | Aprilia | 28 |
| 19 | Shūhei Aoyama   | Honda   | 27 |
| 20 | Aleix Espargaró | Aprilia | 22 |
| 21 | Valentin Debise | Honda   | 18 |
| 22 | Imre Tóth       | Aprilia | 12 |
| 23 | Balázs Németh   | Aprilia | 11 |
| 24 | Wladimir Leonow | Aprilia | 9  |
| 25 | Bastien Chesaux | Honda   | 3  |
| 26 | Axel Pons       | Aprilia | 3  |
| 27 | Toby Markham    | Honda   | 2  |
| 28 | Kazuki Watanabe | Yamaha  | 2  |
| 29 | Stevie Bonsey   | Aprilia | 1  |

### Konstrukteurswertung
| 1 | Aprilia | 339 |
| 2 | Honda   | 287 |
| 3 | Gilera  | 245 |
| 4 | Yamaha  | 2   |

## 125-cm³-Klasse

### Rennergebnisse
|    | Datum  | Rennen                 | Strecke        | Platz 1        | Platz 2        | Platz 3        | Pole-Position  | Schn. Rennrunde | Gesamtführender Fahrer | Gesamtführender Konstrukteur |
| -- | ------ | ---------------------- | -------------- | -------------- | -------------- | -------------- | -------------- | --------------- | ---------------------- | ---------------------------- |
| 1  | 12.04. | GP von Katar           | Losail         | Andrea Iannone | Julián Simón   | Sandro Cortese | Julián Simón   | Julián Simón    | Andrea Iannone         | Aprilia                      |
| 2  | 26.04. | GP von Japan           | Motegi         | Andrea Iannone | Julián Simón   | Pol Espargaró  | Andrea Iannone | Andrea Iannone  | Andrea Iannone         | Aprilia                      |
| 3  | 03.05. | GP von Spanien         | Jerez          | Bradley Smith  | Sergio Gadea   | Marc Márquez   | Julián Simón   | Julián Simón    | Andrea Iannone         | Aprilia                      |
| 4  | 17.05. | GP von Frankreich      | Le Mans        | Julián Simón   | Jonas Folger   | Sergio Gadea   | Marc Márquez   | Bradley Smith   | Julián Simón           | Aprilia                      |
| 5  | 31.05. | GP von Italien         | Mugello        | Bradley Smith  | Nicolás Terol  | Julián Simón   | Bradley Smith  | Julián Simón    | Julián Simón           | Aprilia                      |
| 6  | 14.06. | GP von Katalonien      | Barcelona      | Andrea Iannone | Nicolás Terol  | Sergio Gadea   | Julián Simón   | Marc Márquez    | Julián Simón           | Aprilia                      |
| 7  | 27.06. | 79. Dutch TT           | Assen          | Sergio Gadea   | Julián Simón   | Bradley Smith  | Sandro Cortese | Julián Simón    | Julián Simón           | Aprilia                      |
| 8  | 19.07. | 73. GP von Deutschland | Sachsenring    | Julián Simón   | Sergio Gadea   | Joan Olivé     | Julián Simón   | Sergio Gadea    | Julián Simón           | Aprilia                      |
| 9  | 26.07. | GP von Großbritannien  | Donington      | Julián Simón   | Simone Corsi   | Scott Redding  | Bradley Smith  | Julián Simón    | Julián Simón           | Aprilia                      |
| 10 | 16.08. | GP von Tschechien      | Brünn          | Nicolás Terol  | Julián Simón   | Andrea Iannone | Andrea Iannone | Julián Simón    | Julián Simón           | Aprilia                      |
| 11 | 30.08. | GP von Indianapolis    | Indianapolis   | Pol Espargaró  | Bradley Smith  | Simone Corsi   | Julián Simón   | Bradley Smith   | Julián Simón           | Aprilia                      |
| 12 | 06.09. | GP von San Marino      | Misano         | Julián Simón   | Nicolás Terol  | Bradley Smith  | Bradley Smith  | Pol Espargaró   | Julián Simón           | Aprilia                      |
| 13 | 04.10. | GP von Portugal        | Estoril        | Pol Espargaró  | Sandro Cortese | Bradley Smith  | Julián Simón   | Sandro Cortese  | Julián Simón           | Aprilia                      |
| 14 | 18.10. | GP von Australien      | Phillip Island | Julián Simón   | Bradley Smith  | Sandro Cortese | Pol Espargaró  | Sandro Cortese  | Julián Simón           | Aprilia                      |
| 15 | 25.10. | GP von Malaysia        | Sepang         | Julián Simón   | Bradley Smith  | Pol Espargaró  | Marc Márquez   | Bradley Smith   | Julián Simón           | Aprilia                      |
| 16 | 08.11. | GP von Valencia        | Valencia       | Julián Simón   | Bradley Smith  | Pol Espargaró  | Julián Simón   | Julián Simón    | Julián Simón           | Aprilia                      |

### Teams und Fahrer
| Nr. | Fahrer               | Team                          | Motorrad        | Reifen |
| --- | -------------------- | ----------------------------- | --------------- | ------ |
| 5   | Alexis Masbou        | Loncin Racing                 | Loncin          | D      |
| 6   | Joan Olivé           | Derbi Racing                  | Derbi RSA 125   | D      |
| 7   | Efrén Vázquez        | Derbi Racing                  | Derbi RSA 125   | D      |
| 8   | Lorenzo Zanetti      | Ongetta Team I.S.P.A.         | Aprilia RSA 125 | D      |
| 10  | Luca Vitali          | CBC Corse                     | Aprilia RS 125  | D      |
| 11  | Sandro Cortese       | Ajo Interwetten               | Derbi RSA 125   | D      |
| 12  | Esteve Rabat         | Blusens Aprilia               | Aprilia RSA 125 | D      |
| 14  | Johann Zarco         | WTR San Marino                | Aprilia RS 125  | D      |
| 16  | Cameron Beaubier     | Red Bull KTM Moto Sport       | KTM FRR 125     | D      |
| 17  | Stefan Bradl         | Viessmann Kiefer Racing       | Aprilia RSA 125 | D      |
| 18  | Nicolás Terol        | Jack & Jones                  | Aprilia RSA 125 | D      |
| 19  | Quentin Jacquet      | Matteoni Racing               | Aprilia RS 125  | D      |
| 21  | Jakub Kornfeil       | Loncin Racing                 | Loncin          | D      |
| 23  | Zulfahmi Khairuddin  | Air Asia Team MAS             | Yamaha YZR 125  | D      |
| 24  | Simone Corsi         | Jack & Jones                  | Aprilia RSA 125 | D      |
| 24  | Simone Corsi         | Fontana Racing                | Aprilia RSA 125 | D      |
| 28  | Elly Ilias           | Air Asia Team MAS             | Aprilia RS 125  | D      |
| 29  | Andrea Iannone       | Ongetta Team I.S.P.A          | Aprilia RSA 125 | D      |
| 30  | Dylan Mavin          | Mavin Industries              | Honda RS125R    | D      |
| 31  | Jordi Dalmau         | SAG-Castrol                   | Honda RS125R    | D      |
| 32  | Lorenzo Savadori     | Fontana Racing                | Aprilia RS 125  | D      |
| 32  | Lorenzo Savadori     | Junior GP Racing Dream        | Aprilia RS 125  | D      |
| 33  | Sergio Gadea         | Bancaja Aspar Team 125cc      | Aprilia RSA 125 | D      |
| 35  | Randy Krummenacher   | Degraaf Grand Prix            | Aprilia RSA 125 | D      |
| 36  | Cyril Carrillo       | TJP-TVX Racing                | Honda RS125R    | D      |
| 38  | Bradley Smith        | Bancaja Aspar Team 125cc      | Aprilia RSA 125 | D      |
| 39  | Luis Salom           | SAG-Castrol                   | Honda RS125R    | D      |
| 39  | Luis Salom           | Jack & Jones                  | Aprilia RS 125  | D      |
| 40  | Eduard Lopez         | TCR Competition               | Aprilia RS 125  | D      |
| 41  | Borja Maestro        | Hune Racing Team-TMM          | Aprilia RS 125  | D      |
| 42  | Alberto Moncayo      | Aprilia Andalucia             | Aprilia RS 125  | D      |
| 43  | Johnny Rosell        | Blusens BQR                   | Aprilia RS 125  | D      |
| 44  | Pol Espargaró        | Derbi Racing                  | Derbi RSA 125   | D      |
| 45  | Scott Redding        | Blusens Aprilia               | Aprilia RSA 125 | D      |
| 47  | Blake Leigh-Smith    | Degraaf Grand Prix            | Honda RS125R    | D      |
| 48  | Gregory Di Carlo     | Equipe de France              | Honda RS125R    | D      |
| 49  | Ornella Ongaro       | Xtrem Racing Team             | RS125R          | D      |
| 50  | Sturla Fagerhaug     | Red Bull KTM Moto Sport       | KTM FRR 125     | D      |
| 51  | Riccardo Moretti     | Ellegi Racing                 | Aprilia RS 125  | D      |
| 52  | Steven Le Coquen     | Villiers Team Competition     | Honda RS125R    | D      |
| 53  | Jasper Iwema         | Racing Team Germany           | Honda RS125R    | D      |
| 54  | Andrew Lawson        | Champions Ride Days           | Honda RS125R    | D      |
| 55  | Hiroomi Iwata        | Dydo Miu Racing               | Honda RS125R    | D      |
| 56  | Yuma Yahagi          | Okegawajuku & Endurance       | Honda RS125R    | D      |
| 57  | Yuki Oogane          | Okegawajuku & Endurance       | Honda RS125R    | D      |
| 58  | Yuuchi Yanagisawa    | 18 Garage Racing              | Honda RS125R    | D      |
| 59  | Satoru Kamada        | Endurance & Osl               | Honda RS125R    | D      |
| 60  | Julián Simón         | Bancaja Aspar Team 125cc      | Aprilia RSA 125 | D      |
| 61  | Luigi Morciano       | Junior GP Racing Dream        | Aprilia RS 125  | D      |
| 62  | Alessandro Tonucci   | Junior GP Racing Dream        | Aprilia RS 125  | D      |
| 63  | Gennaro Sabatino     | Junior GP Racing Dream        | Aprilia RS 125  | D      |
| 64  | Davide Stirpe        | CRP Racing                    | RS125R          | D      |
| 65  | Gabriele Ferro       | Grillini Bridgestone Racing   | Aprilia RS 125  | D      |
| 66  | Matthew Hoyle        | Haojue                        | Haojue          | D      |
| 67  | Ladislav Chmelik     | Moto FGR                      | Honda RS125R    | D      |
| 68  | Ivan Visak           | Team Migomoto                 | Honda RS125R    | D      |
| 69  | Lukáš Šembera        | Matteoni Racing               | Aprilia RS 125  | D      |
| 70  | Jakub Jantulik       | JJ Racing                     | Aprilia RS 125  | D      |
| 71  | Tomoyoshi Koyama     | Loncin Racing                 | Loncin          | D      |
| 73  | Takaaki Nakagami     | Ongetta Team I.S.P.A.         | Aprilia RS 125  | D      |
| 74  | Ben Young            | Veloce Racing                 | Aprilia RS 125  | D      |
| 75  | Miles Thornton       | Veloce Racing                 | Aprilia RS 125  | D      |
| 76  | Toni Finsterbusch    | Freudenberg Racing            | Honda RS125R    | D      |
| 76  | Ivan Maestro         | Hune Racing Team-RZT          | Aprilia RS 125  | D      |
| 77  | Dominique Aegerter   | Ajo Interwetten               | Derbi RSA 125   | D      |
| 78  | Marcel Schrötter     | Toni - Mang Team              | Honda RS125R    | D      |
| 79  | Daniel Kartheininger | Freudenberg Racing            | Honda RS125R    | D      |
| 80  | Damien Raemy         | RBS - Honda Racing            | Honda RS125R    | D      |
| 81  | Eeki Kuparinen       | Ajo Motorsport Jr.            | Honda RS125R    | D      |
| 82  | Michael van der Mark | Dutch Racing Team             | Honda RS125R    | D      |
| 83  | Pepijn Bijsterbosch  | Racing Team Bijsterbosch      | Honda RS125R    | D      |
| 84  | Roy Pouw             | Team Holland                  | Aprilia RS 125  | D      |
| 85  | Marvin Fritz         | LHF-Project Racing            | Honda RS125R    | D      |
| 86  | Karel Pešek          | Pesek Team                    | Derbi RSA 125   | D      |
| 87  | Luca Marconi         | CBC Corse                     | Aprilia RS 125  | D      |
| 88  | Michael Ranseder     | Haojue                        | Haojue          | D      |
| 88  | Michael Ranseder     | CBC Corse                     | Aprilia RS 125  | D      |
| 89  | James Lodge          | KRP/Bradley Smith Racing      | Honda RS125R    | D      |
| 90  | Timothy Hastings     | KRP/Bradley Smith Racing      | Honda RS125R    | D      |
| 91  | Martin Glossop       | KRP/Bradley Smith Racing      | Honda RS125R    | D      |
| 92  | Paul Jordan          | KRP/Bradley Smith Racing      | Honda RS125R    | D      |
| 93  | Marc Márquez         | Red Bull KTM Moto Sport       | KTM FRR 125     | D      |
| 94  | Jonas Folger         | Ongetta Team I.S.P.A.         | Aprilia RS 125  | D      |
| 95  | Joan Perelló         | SAG-Castrol                   | Honda RS125R    | D      |
| 96  | Nicky Diles          | RSW Racing                    | Aprilia RS 125  | D      |
| 97  | Brad Gross           | Gross Racing                  | Yamaha YZR 125  | D      |
| 98  | Levi Day             | Racetrix / Angelo’s Aluminium | Honda RS125R    | D      |
| 99  | Danny Webb           | Degraaf Grand Prix            | Aprilia RSA 125 | D      |

| Legende         |
| --------------- |
| Stammfahrer     |
| Wildcard-Fahrer |
| Ersatzfahrer    |

### Fahrerwertung
| 1  | Julián Simón       | Aprilia | 289   |
| 2  | Bradley Smith      | Aprilia | 223,5 |
| 3  | Nicolás Terol      | Aprilia | 179,5 |
| 4  | Pol Espargaró      | Derbi   | 174,5 |
| 5  | Sergio Gadea       | Aprilia | 141   |
| 6  | Sandro Cortese     | Derbi   | 130   |
| 7  | Andrea Iannone     | Aprilia | 125,5 |
| 8  | Marc Márquez       | KTM     | 94    |
| 9  | Joan Olivé         | Derbi   | 91    |
| 10 | Stefan Bradl       | Aprilia | 85    |
| 11 | Simone Corsi       | Aprilia | 81    |
| 12 | Jonas Folger       | Aprilia | 73    |
| 13 | Dominique Aegerter | Derbi   | 70,5  |
| 14 | Efrén Vázquez      | Derbi   | 54    |
| 15 | Scott Redding      | Aprilia | 50,5  |
| 16 | Takaaki Nakagami   | Aprilia | 43    |
| 17 | Danny Webb         | Aprilia | 38,5  |

| 18 | Esteve Rabat         | Aprilia | 37   |
| 19 | Lorenzo Zanetti      | Aprilia | 37   |
| 20 | Johann Zarco         | Aprilia | 32,5 |
| 21 | Randy Krummenacher   | Aprilia | 32   |
| 22 | Luis Salom           | Aprilia | 21   |
| 23 | Marcel Schrötter     | Honda   | 18   |
| 24 | Tomoyoshi Koyama     | Loncin  | 17   |
| 25 | Michael Ranseder     | Aprilia | 9    |
| 26 | Lorenzo Savadori     | Aprilia | 7    |
| 27 | Riccardo Moretti     | Aprilia | 3    |
| 28 | Jasper Iwema         | Honda   | 3    |
| 29 | Cameron Beaubier     | KTM     | 3    |
| 30 | Martin Glossop       | Honda   | 2    |
| 31 | Marvin Fritz         | Honda   | 2    |
| 32 | Gregory Di Carlo     | Honda   | 2    |
| 33 | Daniel Kartheininger | Honda   | 1    |

### Konstrukteurswertung
| 1 | Aprilia | 373,5 |
| 2 | Derbi   | 216   |
| 3 | KTM     | 96    |
| 4 | Honda   | 25    |
| 5 | Loncin  | 17    |

## Verweise